# Haven van Almería
De Haven van Almería is een drukke haven in het centrum van de Spaanse stad Almería, in de regio Andalusië. De haven hoort bij de maritieme provincie Almería. De belangrijkste activiteit van de haven is de ferry-terminal.

## Geschiedenis
De haven van Almería is oorspronkelijk aangelegd als haven voor de nederzetting Bayyana die op de plek van het huidige dorp Pechina lag, verder landinwaarts. De nederzetting die bij de haven ontstond kreeg de naam Al Mariyyat, en werd toegangspoort voor en bood bescherming aan Bayyana dat een van de meest invloedrijke plaatsen zou worden van Al-Andalus.
In de 10e eeuw wilde 'Abd al-Rahmān III, die het kalifaat Córdoba had gesticht, de invloed van het kalifaat van de Fatimiden remmen; zij hadden zich sinds 909 in Noord-Afrika gevestigd en lieten hun blik ook op het Iberisch schiereiland vallen. Hiertoe liet Abd al-Rahman in Al Mariyyat een vloot bouwen die vanaf dat moment zijn kalifaat in een zeemacht veranderde. Vanuit Almería zou hij de Noord-Afrikaanse steden Ceuta, Melilla en Tanger veroveren. Melilla zou hij later weer kwijt raken, net als de grote invloed die hij in de Maghreb op had gebouwd met steun van de Idrisiden.
Na Córdoba wordt Almería de belangrijkste stad van Al-Andalus. De admiraal van de vloot, die in Almería gevestigd was, was de tweede machtigste man van het rijk. Ook na de val van het kalifaat Córdoba blijft het onafhankelijke koninkrijk Almería, als taifa Almería, dankzij de haven nog zeer machtig.

## Bereikbaarheid
De haven van Almería ligt in het centrum van de stad op korte afstand van de A-7.

## Passagiershaven
De ferryterminal is een drukke terminal die veel gebruikt wordt door in West-Europa wonende Marokkanen uit het Rifgebergte die in de zomer teruggaan naar hun geboortegrond. Er zijn diverse afvaarten per dag naar de verschillende bestemmingen, en de gebruikers hebben een keuze uit verschillende maatschappijen. De oversteek naar Noord-Afrika duurt ongeveer 6 uur (normale veerboot naar Nador of Melilla). Deze oversteek is langer dan de verbindingen tussen Algeciras en Tanger, maar voor reizigers naar de meer oostelijk gelegen gebieden in het Rifgebergte of naar Algerije is de route via Almería makkelijker.
De veerboten zijn die in Almería aanleggen zijn van het roll-on-roll-off type en leggen hier met de achterzijde aan. Op het haventerrein is een grote wachtplaats voor auto's. Omdat de gebruikers vaak grote afstanden hebben gereden, komen veel mensen uren voor vertrek van de veerboten aan. De meeste wachtrijen voor auto's zijn overdekt om te voorkomen dat de temperatuur in de auto's te hoog oploopt.
Het terminalgebouw, waar men zijn tickets kan kopen of vooruitbetaalde tickets omruilt voor een boarding-pass, is dag en nacht geopend. In het gebouw zijn de diverse loketten van de verschillende rederijen en verschillende voorzieningen, zoals een kleine kiosk, een telefoonwinkel en een café. Voetgangers kunnen in het terminalgebouw wachten op hun veerboot. Op de eerste verdieping is de inscheping voor voetpassagiers met de paspoortcontrole. Vervolgens kan men via verhoogde voetbruggen alle schepen bereiken. Hierdoor kunnen voetpassagiers veilig aan boord komen zonder het auto- en vrachtverkeer te hoeven doorkruisen.
Buiten het terminalgebouw, maar wel op het haventerrein zijn een paar horecazaken en is er een supermarktje dat 24 uur per dag geopend is. Ook zijn er douches en toiletten. Ten slotte is er nog een grote overdekte ruimte waar in de buitenlucht gewacht kan worden op de veerboot.
Behalve veerboten leggen er ook cruiseschepen aan in Almería. In totaal deden in 2010 997.339 mensen de haven aan, de meesten om een veerboot te nemen.

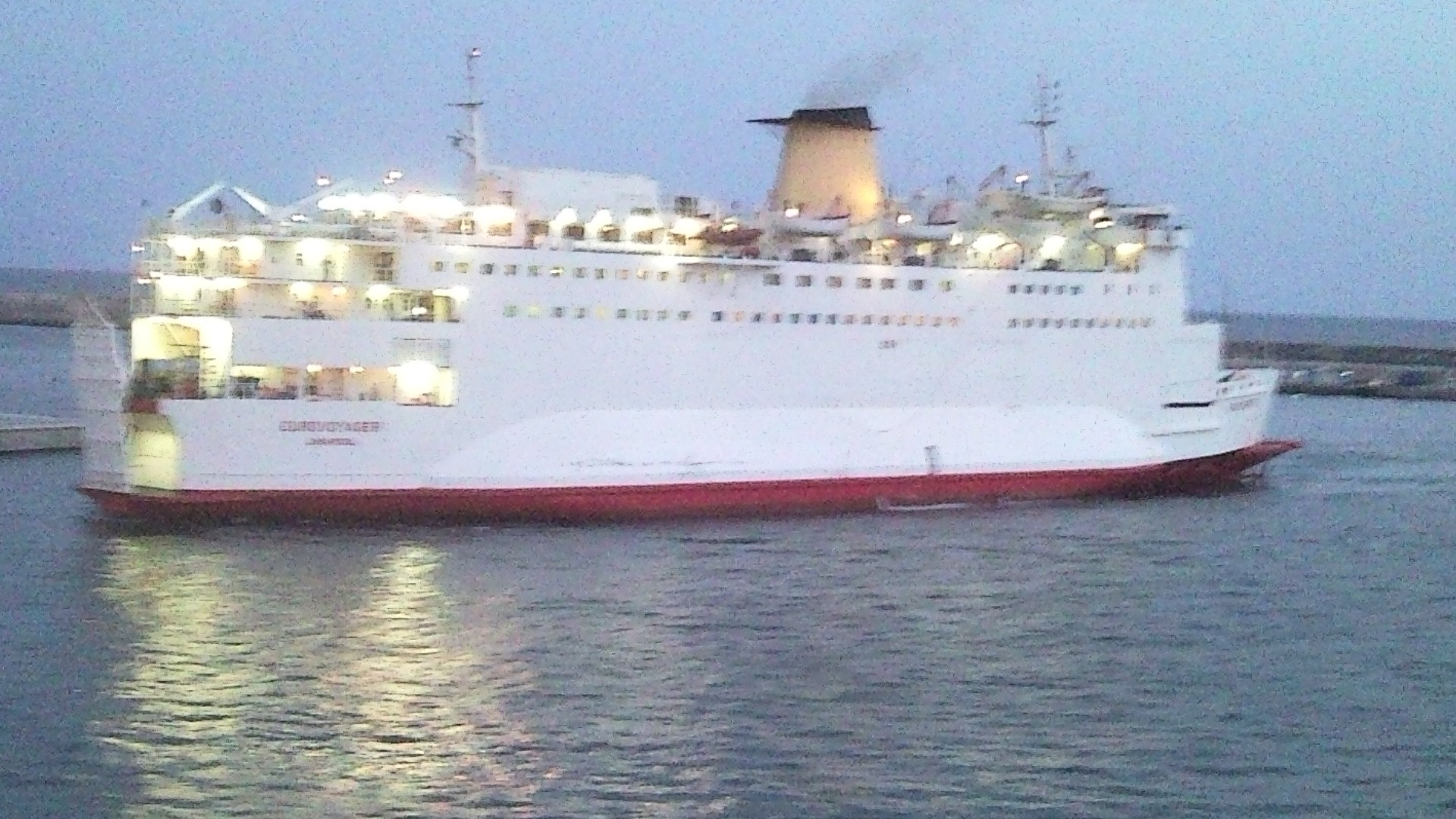
Veerboot Eurovoyager komt aan in de schemer

Verschillende rederijen hebben frequente verbindingen met Noord-Afrika.

## Vrachthaven
Net als de haven van Algeciras ligt de haven van Almería op een strategische plek, niet alleen voor de oversteek naar Noord-Afrika, maar ook door de nabijheid van de Straat van Gibraltar, waardoor een groot deel van het internationale scheepsverkeer van en naar de Atlantische Oceaan voor de haven langs komt.
De haven is belangrijk voor de uitvoer van pleistermortel dat gewonnen wordt in het nabijgelegen Sorbas; het grootste gedeelte van de 3,62 miljoen ton droge bulkgoed dat de haven in 2010 passeerde, bestond uit deze pleistermortel. Voor de invoer zijn ornamentale steensoorten belangrijk, zoals marmer en graniet, die landinwaarts, in de plaats Macael verwerkt worden. In 2010 passeerde in totaal 5,8 miljoen ton goederen de haven.
Sinds ongeveer 2010 is er een containerhaven. In 2010 passeerden 56.064 containers de haven, in 2007 waren dat er nog 157. Desalniettemin liet de Kredietcrisis zich ook in Almería goed voelen: in 2010 was het goederenvervoer 60% van het niveau dat hetzelfde vervoer in 2007 had.

## Overige havenfuncties
Behalve als ferry-terminal en vrachthaven, biedt de haven ook een jachthaven en liggen er vaak schepen van de marine.
Omdat het een drukke veerhaven is waarbij de veerboten vaak rond dezelfde tijd aankomen of vertrekken moeten alle schepen gebruikmaken van een havenloods. Bij de ingang van de haven is een grote verkeerstoren die het scheepvaartverkeer in de gaten houdt en regelt.

## Vissershaven
Almería beschikt verder over een aparte visserhaven met eigen haveninstallaties, aan de westzijde van de stad. Deze haven maakt geen deel uit van de commerciële ferry- en goederenhaven.